# Evelien Eshuis

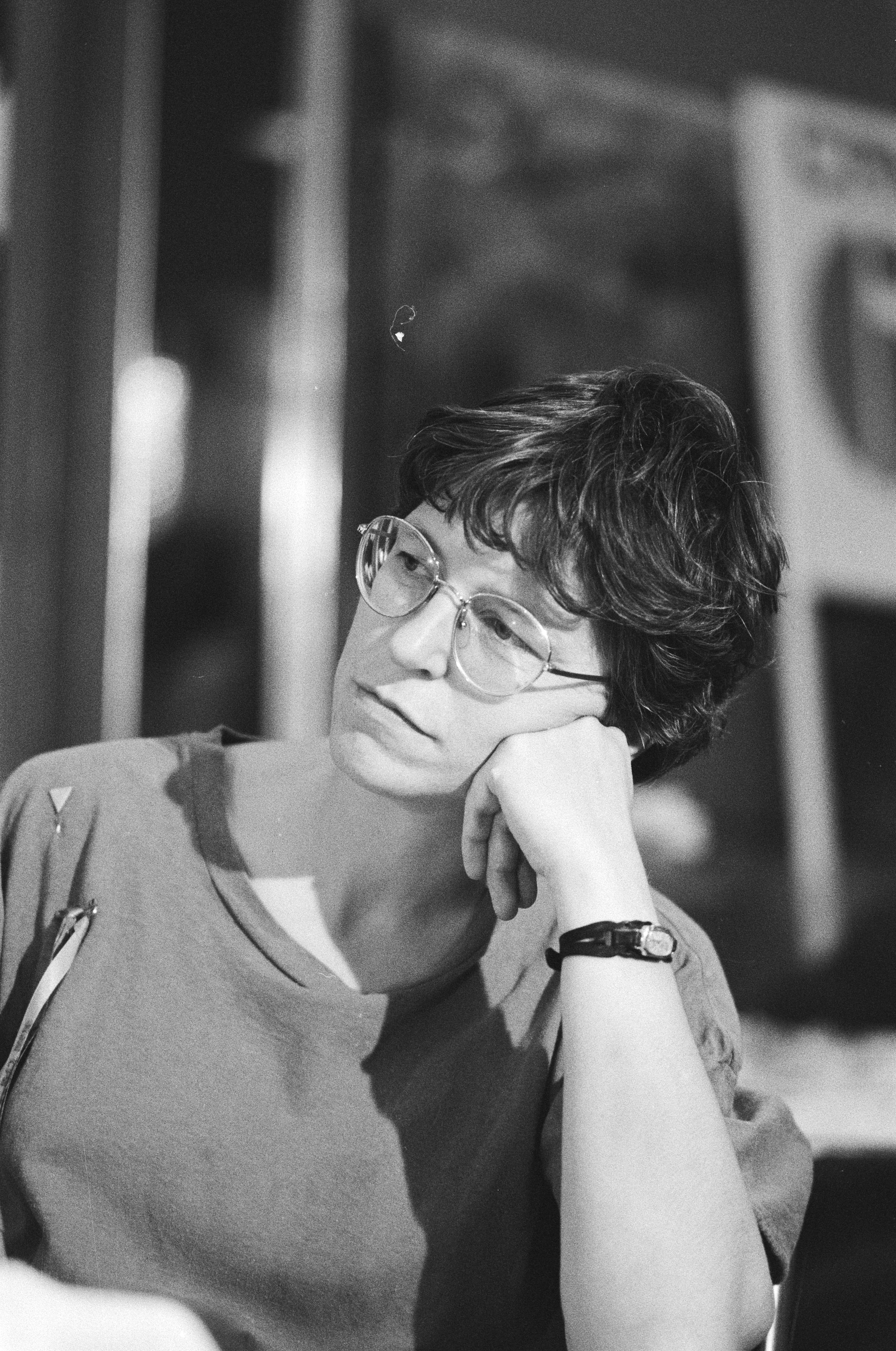
Eshuis em 1982

Eveline Luberta " Evelien " Eshuis (nascida a 25 de novembro de 1942) é uma política holandesa que foi membro da Câmara dos Representantes na Holanda de 1982 a 1986. Ela foi a primeira membro abertamente lésbica do Parlamento holandês.

## Biografia
Eshuis nasceu a 25 de novembro de 1942 em Amersfoort, na Holanda. Em 1968 ela trabalhou no Gana por um ano. De 1972 a 1975, leccionou numa academia social em Amsterdão e trabalhou num centro comunitário de 1975 a 1982. Eshuis ingressou no Partido Comunista da Holanda em 1974 e foi eleita para a Câmara dos Representantes em 1982. Ela assumiu-se lésbica no mesmo ano, tornando-se na primeira membro abertamente lésbica do Parlamento na Holanda. Eshuis é descrito em Trouw como um dos políticos LGBT mais conhecidos da Holanda. No Parlamento, ela usava regularmente um broche de triângulo rosa como símbolo de orgulho lésbico. Eshuis iniciou um inquérito em 1983 sobre a empresa de construção naval Rijn-Schelde-Verolme após a sua falência. Depois de servir um mandato na Câmara dos Representantes de 1982 a 1986, tornou-se secretária do conselho distrital de De Pijp. De 1993 a 2002, ela foi directora do meio ambiente e recreação da Amstelveen e, desde então, trabalha como consultora. Ela é membro do conselho da Opzij, uma revista feminista.